# Lorenzo Benincasa
Lorenzo Benincasa (Sambiase, 1777 – Sant'Eufemia Lamezia, 15 marzo 1810) è stato un brigante italiano. Fu un criminale particolarmente efferato (nonché compagno di Parafante) che infestò la Calabria a cavallo tra XVIII e XIX secolo.

## Biografia
Nacque a Sambiase intorno all'anno 1777, figlio di un falegname benestante che si procurò di dare un'istruzione a suo figlio, sebbene quest'ultimo desse segno sin dall'inizio di essere predisposto al crimine e alla violenza. La sua prima azione criminale la compì a soli dodici anni, allorché uccise sua sorella con un colpo di pistola e rapì la moglie di un certo Vincenzo Greco.
Nell'anno 1799 si unì al cardinale Ruffo e all'esercito della Santa Fede, con cui saccheggiò e incendiò diversi paesi; finita tale esperienza, ritornò subito alla vita da brigante, dando prova di particolare efferatezza, al pari del brigante Parafante, di cui era compagno e da cui fu soccorso almeno in un'occasione. Come per Parafante, Benincasa spesso uccideva i malcapitati "con orrendissime sevizie", torturava barbaramente e uccideva persino gli animali e portava con sé due cani dai quali si divertiva a far sbranare vivi i malcapitati.
Il 15 marzo 1810 Benincasa e i suoi compagni furono circondati dall'aiutante generale Giuseppe Iannelli e dai suoi uomini nello stretto di Veraldi, nei pressi del fiume Amato e, in tale occasione, Benincasa fu ucciso all'età di trentatré anni.